# Lee Ann Womack
Lee Ann Womack (Jacksonville, 19 agosto 1966) è una cantante statunitense specializzata nella musica country.
Conosciuta principalmente per la sua canzone-hit del 2000 I Hope You Dance, il brano è stato utilizzato per i titoli di coda di una puntata del serial televisivo Cold Case, ha in programma entro la fine del 2008 la pubblicazione di un nuovo album dal titolo Call Me Crazy. Il primo singolo è intitolato Last Call ed è uscito il 30 giugno scorso. 
Nel 2003 è stata premiata con un Grammy Award nella sezione Best Country Collaboration with Vocals per la sua interpretazione in duo con Willie Nelson del brano Mendocino County Line.

## Biografia
Il suo debutto discografico risale al 1997 con un album che porta il suo nome e che l'ha fatta diventare la paladina di una sorta di nuovo genere musicale definito dalla critica neotraditional country, a cui vengono assimilate interpreti come LeAnn Rimes, Faith Hill e Shania Twain. Le principali canzoni contenute nell'album sono Never Again, Again, The Fool e You've Got To Talk To Me. La Womack ha dovuto portare, intorno alla fine degli anni novanta, un tutore per la correzione di un'imperfezione dentaria, caso raro se non unico nell'ambito di personaggi pubblici in età adulta.
Il secondo disco inciso da Womack è stato pubblicato l'anno successivo con il titolo Some Things I Know (A Little Past Little Rock, (Now You See Me) Now You Don't e I'll Think Of A Reason Later le tracce più conosciute) mentre il terzo, I Hope You Dance, è certamente quello che le ha consentito di accedere alla maggiore notorietà: I Hope You Dance, inciso con i Sons of the Desert al controcanto nel brano che dà il titolo all'album e nelle canzoni Why They Call It Falling, Does My Ring Burn Your Finger e nelle cover dei brani di Rodney Crowell Ashes By Now (1980) e di Don Williams Lord I Hope This Day Is Good (1981).
Il suo quarto album - Something Worth Leaving Behind - è stato distribuito nel 2002 ed è stato riconosciuto dai critici come un tentativo della cantante di passare dal country al pop più commerciale, operazione in antitesi rispetto alla produzione artistica che aveva caratterizzato i suoi precedenti cinque anni di attività. Tuttavia, il brano che intitola l'album, assieme alla canzone Forever Everyday, distribuiti in singolo, hanno raggiunto la quarantesima posizione della Top 40 country chart.
Il suo brano più conosciuto - I Hope You Dance - è stato da lei eseguito alla convention 2004 del Partito Repubblicano.
Del 2005, infine, è l'album di più recente pubblicazione della cantante texana, There's More Where That Came From, che contiene I May Hate Myself In The Morning, distribuito anche in singolo e che segna un ritorno all'originario sound che l'aveva portata al successo.
Nello stesso anno Womack ha vinto tre premi al Country Music Awards: per il singolo dell'anno (I May Hate Myself In The Morning), l'album dell'anno (There's More Where That Came From) e per l'evento musicale dell'anno (duetto con George Strait in Good News, Bad News).La cantante si è esibita nel 2006, insieme all'attore e musicista nonché ex-wrestler Chris Jericho (della WWE Hall of Fame) e alla campionessa olimpica di ginnastica alla XXVIII Olimpiade di Atene 2004 Carly Patterson, nello show della FOX Celebrity Duets.
La Womack ha registrato altri duetti con cantanti country per dischi che sono stati immessi sul mercato come singoli: in particolare, oltre a Mendocino County Line con Willie Nelson (premiato con un Grammy) è da segnalare quello con la country band Cross Canadian Ragweed, assieme alla quale ha inciso la canzone Sick and Tired, brano peraltro di modesto successo e penalizzato secondo parte della critica da pochi passaggi in video sui maggiori network musicali.
Il 30 giugno 2008 è uscito Last Call, il primo singolo estratto dal nuovo album Call Me Crazy. La canzone ha riportato Lee Ann in top 20 ed ha anche avuto una nomination per i Grammy Awards del 2009.

## Vita privata
Sposata al cantautore Jason Sellers, da costui ha avuto la figlia Aubrie, nata lo stesso anno del matrimonio, ha poi divorziato alla fine degli anni novanta. Nel 1999 si è sposata nuovamente con il produttore esecutivo Frank Liddell, da cui ha avuto un'altra figlia, Anne Lise. Entrambe le figlie sono apparse nel videoclip di I Hope You Dance.

## Discografia

### Album in studio
- Lee Ann Womack (DECCA, 1997, disco di platino)
- Some Things I Know (MCA, 1998, disco d'oro)
- I Hope You Dance (MCA, 2000, 3 dischi di platino)
- Something Worth Leaving Behind (MCA, 2002)
- The Season for Romance (MCA, 2002)
- There's More Where That Came From (MCA, 2005, disco d'oro)
- Call Me Crazy (MCA, 2008)
- The Way I'm Livin (Sugar Hill, 2014)
- The Lonely, the Lonesome & the Gone (ATO, 2017)

### Virtual Album
- iTunes Originals - Lee Ann Womack

### Compilation
- Greatest Hits (MCA, 2004)

### Classifica dei singoli
| Anno | Singolo                                   | Album                             | Hot 100 | US Country | Adult Contemporary |
| ---- | ----------------------------------------- | --------------------------------- | ------- | ---------- | ------------------ |
| 1997 | Never Again, Again                        | Lee Ann Womack                    | -       | 23         | -                  |
| 1997 | The Fool                                  | Lee Ann Womack                    | -       | 2          | -                  |
| 1998 | You've Got to Talk to Me                  | Lee Ann Womack                    | -       | 2          | -                  |
| 1998 | Buckaroo                                  | Lee Ann Womack                    | -       | 27         | -                  |
| 1998 | A Little Past Little Rock                 | Some Things I Know                | 43      | 2          | -                  |
| 1999 | I'll Think of a Reason Later              | Some Things I Know                | 38      | 2          | -                  |
| 1999 | (Now You See Me) Now You Don't            | Some Things I Know                | 72      | 12         | -                  |
| 2000 | I Hope You Dance (con Sons of the Desert) | I Hope You Dance                  | 14      | 1          | 1                  |
| 2001 | Ashes By Now                              | I Hope You Dance                  | 45      | 4          | -                  |
| 2001 | Why They Call it Falling                  | I Hope You Dance                  | 78      | 13         | -                  |
| 2002 | Does My Ring Burn Your Finger             | I Hope You Dance                  | -       | 23         | -                  |
| 2002 | Mendocino County Line (con Willie Nelson) | The Great Divide                  | -       | 22         | -                  |
| 2002 | Something Worth Leaving Behind            | Something Worth Leaving Behind    | -       | 20         | -                  |
| 2003 | Forever Everyday                          | Greatest Hits                     | -       | 37         | -                  |
| 2004 | The Wrong Girl                            | Greatest Hits                     | -       | 24         | -                  |
| 2005 | I May Hate Myself In The Morning          | There's More Where That Came From | 66      | 10         | -                  |
| 2005 | He Oughta Know That By Now                | There's More Where That Came From | -       | 22         | -                  |
| 2006 | Twenty Years and Two Husbands Ago         | There's More Where That Came From | -       | 32         | -                  |
| 2006 | Finding My Way Back Home                  | Finding My Way Back Home          | -       | 37         | -                  |
| 2008 | Last Call                                 | Call Me Crazy                     | 77      | 14         | -                  |